# Orisalo
Orisalo är en ö i Finland. Den ligger i sjön Mallasvesi och i kommunen Pälkäne i den ekonomiska regionen Tammerfors och landskapet Birkaland, i den södra delen av landet, 130 km norr om huvudstaden Helsingfors. Öns area är 6,9 hektar och dess största längd är 490 meter i nord-sydlig riktning.